# Lai da Schmorras
Der Lai da Schmorras ⓘ ist ein Bergsee in der Val Schmorras, oberhalb von Radons bei Savognin auf Gemeindegebiet von Surses im Kanton Graubünden in den schweizerischen Alpen. Er liegt auf 2291 m ü. M.

## Lage und Umgebung
Der See liegt in den Oberhalbsteiner Alpen, 650 m taleinwärts von der Alp Schmorras auf der orographisch linken Seite der Val Schmorras, einem Seitental der Val Nandro, das wiederum ein Seitental des Oberhalbsteins ist. 

## Zugang
Am See führt der Wanderweg von Alp Schmorras zur Fuorcla da Saletscha vorbei. Von Radons (1866 m) via Bargias und Alp Schmorras ist der See in 1¾ Stunden erreichbar (15 Minuten von der Alp Schmorras). Der Zugang ist vom Schwierigkeitsgrad B.
Am Lai da Schmorras führen zahlreiche Routen der umliegenden Gipfel und Pässe vorbei. Im Sommer sowie im Winter sind dies neben der Route zur Fuorcla da Saletscha die Routen zum Murter (2752 m), zum Piz Alv (2855 m) und über die Fuorcla Cotschna zum Piz Grisch (3060 m).

## Galerie

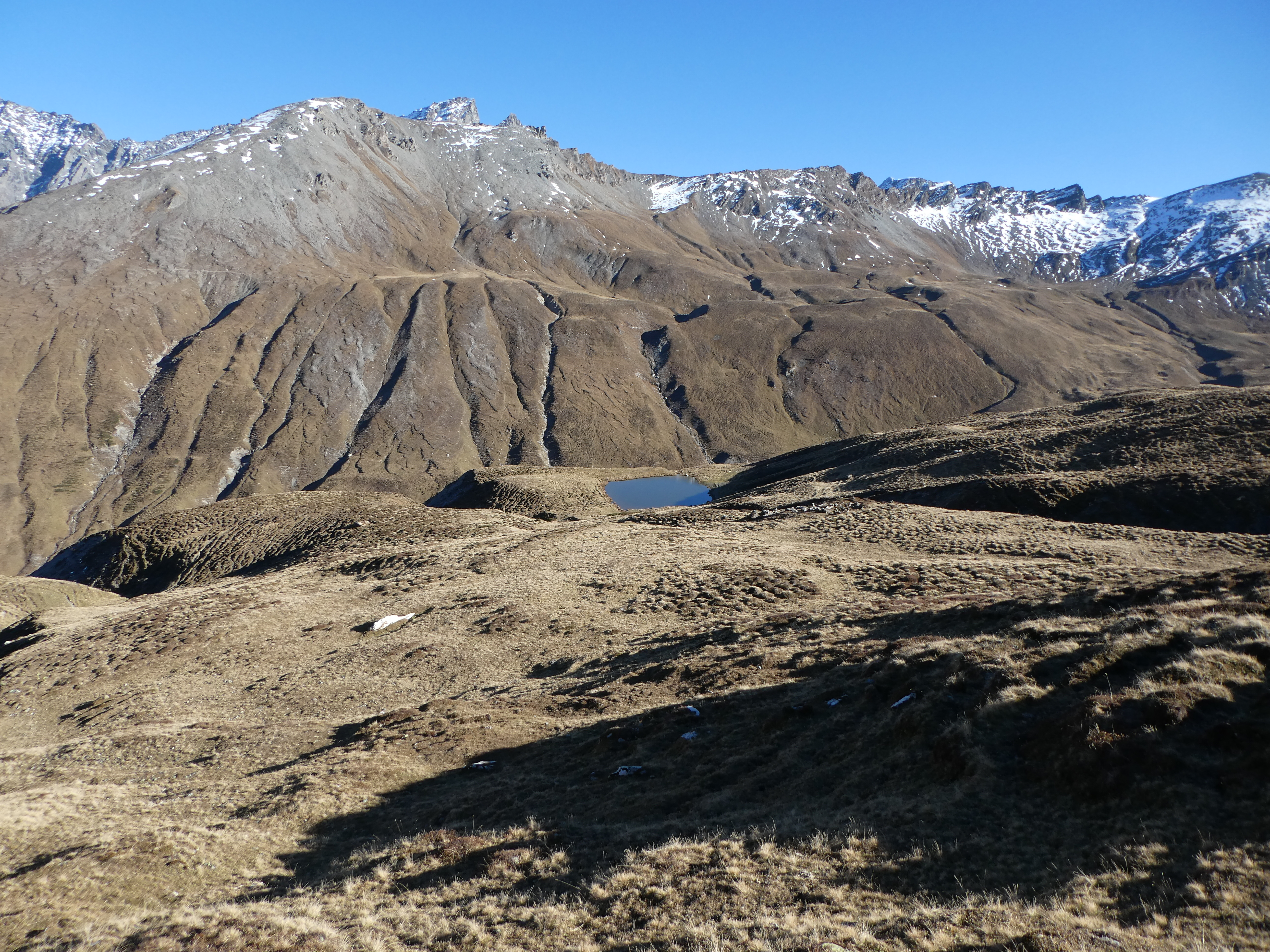
Lai da Schmorras, im Hintergrund Piz Mez, Murter und dahinter Piz Forbesch
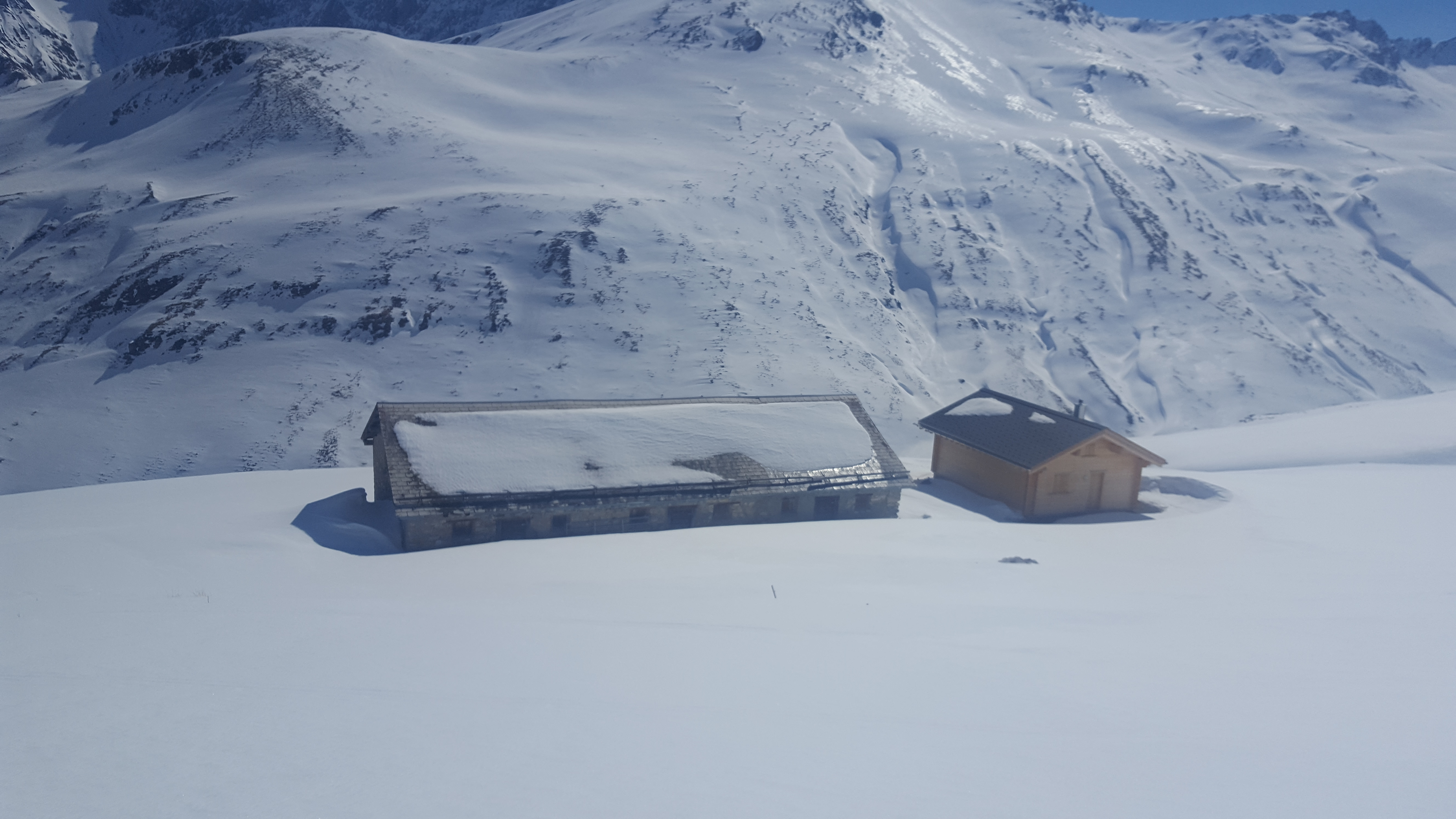
Die Alp Schmorras, in der Nähe des Lai da Schmorras.